# Homalomena doctersii
Homalomena doctersii är en kallaväxtart som beskrevs av Cornelis Rugier Willem Karel van Alderwerelt van Rosenburgh. Homalomena doctersii ingår i släktet Homalomena och familjen kallaväxter. Inga underarter finns listade.